# Minaçu
Minaçu is een gemeente in de Braziliaanse deelstaat Goiás. De gemeente telt 31.417 inwoners (schatting 2009).

## Sport

### Voetbal de Minaçu
Voetbal vindt plaats via het Minaçu Municipal Football Championship. De stad wordt vertegenwoordigd in het Northern Goiano Football Championship door de clubs: Clube Recreativo e Esportivo Tocantins (CRET) en Minaçu Esporte Clube (MEC).